# Oudenon
Oudenon je molekul koji učestvuje u metabolizmu gljiva. On je inhibitor enzima tirozinska hidroksilaza.